# Black Mirror: Bandersnatch
Black Mirror: Bandersnatch je interaktivní film z roku 2018 v science fiction antologii Black Mirror. Film byl napsán tvůrcem série Charlie Brookrem a zrežírován Davidem Sladem. Netflix film vydal dne 28. prosince 2018.

## Děj
V Bandersnatch diváci rozhodují za hlavního hrdinu, mladého programátora Stefana Butlera, který adaptuje fantasy gamebook Bandersnatch do formy počítačové hry. Práce na hře ale zhoršuje jeho psychické problémy a jeho osud se začíná podobat osudu Jerome F. Daviese, autora původní knihy, který uťal své manželce hlavu.
Příběh má několik různých zakončení, některé „měkké“ jen vedou k návratu k volbě, která nastavila špatnou cestu, některé jsou konečné.

## Natáčení
Natáčení a výroba trvala déle než pro typické epizody Black Mirror, což vedlo k tomu, že pátá série seriálu byla zpožděna. Rychle smazaný tweet z Netflix účtu o vydání Bandersnatch vedl k širokým mediálním spekulacím v průběhu prosince, což Netflix odmítl komentovat.

Glyf, značí rozcestník

## Prezentace
Bandersnatch je prezentován jako interaktivní film. Stručný návod, specifický pro zařízení, na kterém je streamován, vysvětluje divákovi, jak se rozhodovat. Mají deset vteřin na to, aby se rozhodli, nebo je provedeno výchozí rozhodnutí. Jakmile hra skončí, divák dostane možnost vrátit se a dělat jinou volbu.  Průměrná doba sledování je 90 minut, i když nejrychlejší cesta končí po 40 minutách. Existuje 150 minut jedinečného záznamu rozděleného do 250 segmentů. IGN uvádí, že podle Netflixu existuje pět "hlavních" zakončení.
Ve většině případů, když divák dosáhne konce, film dává hráči možnost přepracovat poslední kritickou volbu, aby mohl tyto závěry prozkoumat. V některých případech je stejný segment dosažitelný několika různými způsoby, ale bude divákovi prezentovat různé volby založené na způsobu, jakým dosáhli segmentu. V jiných případech určitá smyčka vede diváky k určitému příběhu bez ohledu na to, co učiní. Některá zakončení mohou být nemožné dosáhnout na základě rozhodnutí diváka, pokud se nerozhodnou pro restart filmu. Tato akce vymaže všechny uložené informace o tom, které možnosti zvolili při sledování epizody na tomto zařízení.